# Czesław Michniewicz
Czesław Michniewicz (ur. 12 lutego 1970 w Brzozówce) – polski piłkarz i trener piłkarski. W 2022 selekcjoner reprezentacji Polski w piłce nożnej, którą prowadził podczas Mistrzostw Świata 2022.

## Kariera zawodnicza
Jako zawodnik występował na pozycji bramkarza w Ossie Biskupiec Pomorski, Bałtyku Gdynia, Polonii Gdańsk i Amice Wronki; w barwach Amiki zaliczył dziewięć występów w ekstraklasie, występował także w meczach o Superpuchar Polski, Puchar Polski i Puchar Ligi Polskiej w sezonie 1999/2000. Ponadto grał w Pucharze UEFA przeciwko Atlético Madryt. Karierę zakończył w wieku 30 lat w 2000 roku.

## Kariera trenerska

### Klubowa
Po zakończeniu kariery zawodniczej prowadził jako trener rezerwy Amiki Wronki (był również trenerem bramkarzy), jako asystent pierwszego trenera pracował w Olimpii Elbląg, a jako konsultant w Arce Gdynia.
Odbył staże trenerskie w następujących klubach: FC Schalke 04 (2000), Bayer 04 Leverkusen (2001), Hannover 96 (2002) i Tottenham Hotspur (2006).
We wrześniu 2003 został trenerem Lecha Poznań; poprowadził zespół do zdobycia Pucharu i Superpucharu Polski w 2004. Ze względu na brak licencji PZPN do września 2004 formalnie jako pierwszy trener Lecha figurował w dokumentach Ryszard Łukasik. Po uzyskaniu licencji Michniewicz prowadził Kolejorza do maja 2006.
Od 3 października 2006 do 22 października 2007 był trenerem Zagłębia Lubin, z którym zdobył mistrzostwo Polski w sezonie 2006/2007. W ostatnich dwóch wymienionych klubach pracował wspólnie z Rafałem Ulatowskim (II trener); w Zagłębiu został przez niego zastąpiony.
4 lutego 2009 dobrowolnie zgłosił się do oddziału Prokuratury Krajowej we Wrocławiu prowadzącej śledztwo w sprawie korupcji w polskim futbolu, gdzie złożył zeznania w charakterze świadka. Fakty z jego udziałem, takie jak znajomość (z czasów występów w Amice Wronki) i połączenia telefoniczne z Ryszardem Forbrichem, ps. Fryzjer (jak podały media łącznie 27 godzin rozmów) czy akty bądź próby korupcji, do których dochodziło przy spotkaniach, w których brał udział prowadzony przez niego Lech Poznań, wielokrotnie wzbudzały kontrowersje medialne (m.in. przy obejmowaniu przez Michniewicza, stanowiska selekcjonera reprezentacji Polski), choć sam zainteresowany nie otrzymał nigdy prokuratorskich zarzutów. W wywiadzie dla Weszło w 2010, Michniewicz stwierdził, że jest niewinny i czuje się porzywdzony przez oskarżenia mediów. 
8 lipca 2008 podpisał kontrakt na prowadzenie Arki Gdynia.
15 listopada 2010 objął stanowisko pierwszego trenera Widzewa Łódź. Umowa miała obowiązywać do 30 czerwca 2011. Gdy pod koniec czerwca obie strony przystąpiły do renegocjacji kontraktu, Michniewicz postanowił go nie przedłużać i wraz z jego końcem opuścić drużynę.
W 2010 został również nauczycielem akademickim w Wyższej Szkole Zarządzania i Coachingu we Wrocławiu.
22 lipca 2011 został trenerem Jagiellonii Białystok, jednak już 22 grudnia 2011, po spotkaniu Michniewicza z przedstawicielami rady nadzorczej białostockiego klubu, rozwiązano z nim kontrakt za porozumieniem stron (wraz z trenerem z klubu odeszli: drugi trener Marcin Węglewski oraz trener przygotowania fizycznego Kristijan Brčko).
28 marca 2012 objął stery w Polonii Warszawa, którą prowadził do 8 maja tego samego roku.
Od 22 marca do 22 października 2013 trenował Podbeskidzie Bielsko-Biała.
9 kwietnia 2015 po ponadrocznej przerwie został zatrudniony, tym razem w roli szkoleniowca Pogoni Szczecin, z którą wywalczył na koniec sezonu 2015/16 szóste miejsce w Ekstraklasie. Pomimo najlepszego wyniku od lat klub nie przedłużył z Michniewiczem umowy, która oficjalnie miała wygasnąć 30 czerwca 2016.
21 września 2020 Michniewicza mianowano trenerem Legii Warszawa. W sezonie 2020/2021 zdobył z klubem mistrzostwo Polski, a następnie wprowadził go do Ligi Europy UEFA. 25 października 2021 został zwolniony z funkcji trenera zespołu; Legia zajmowała wówczas 15. miejsce w tabeli Ekstraklasy.
12 czerwca 2023 objął występujący w Saudi Professional League klub Abha FC. 1 października 2023 pożegnał się z posadą z powodu niezadowalających wyników drużyny.
13 lipca 2024 został trenerem klubu AS FAR Rabat, występującego w marokańskiej lidze Botola Pro Inwi. Podpisał umowę na dwa lata, jednak po trzech miesiącach i serii pięciu meczów bez zwycięstwa, władze klubu podjęły decyzję o rozwiązaniu kontraktu za porozumieniem stron.
Polska U-21
7 lipca 2017 objął stanowisko selekcjonera reprezentacji Polski do lat 21. Zwyciężając z Portugalią w barażach, Polska — pod jego wodzą — po raz pierwszy od 1994 zakwalifikowała się do turnieju finałowego mistrzostw Europy w tej kategorii wiekowej. W turnieju finałowym Polska odpadła w fazie grupowej, zajmując trzecie miejsce z sześcioma punktami na koncie.

### Polska
31 stycznia 2022 został selekcjonerem reprezentacji Polski (zob. mecze reprezentacji Polski w piłce nożnej mężczyzn prowadzonej przez Czesława Michniewicza). Poprowadził Polskę w sześciu meczach Ligi Narodów UEFA. Wygrał dwa mecze z Walią, przegrał dwa mecze z Belgią i przegrał oraz zremisował z Holandią. Zrealizował cel postawiony przez prezesa PZPN Cezarego Kuleszę, jakim było utrzymanie Polski w dywizji A 29 marca 2022, po finałowym meczu barażowym ze Szwecją (2:0), awansował z narodową kadrą na Mistrzostwa Świata w Katarze.
W fazie grupowej mistrzostw, po remisie z Meksykiem (0:0), zwycięstwie z Arabią Saudyjską (2:0) i porażce z Argentyną (0:2), Polska zajęła drugie miejsce w grupie C i po raz pierwszy od 1986 awansowała do 1/8 finału. 4 grudnia 2022 reprezentanci przegrali z Francją (1:3) i odpadli z turnieju. 12 grudnia 2022 PZPN poinformował, że nie skorzystał z opcji jednostronnego przedłużenia umowy z Michniewiczem, obowiązującej do końca 2022, a 10 dni później ogłosił, że trener z dniem 31 grudnia 2022 przestanie pełnić funkcję selekcjonera. Decyzja była poprzedzona m.in. medialną krytyką taktyki defensywnej i stylu gry reprezentacji narodowej pod wodzą Michniewicza, zamieszaniem wokół premii dla zawodników i sztabu narodowego oraz zablokowaniem przez Michniewicza wielu dziennikarzy na Twitterze przed usunięciem konta.

## Sukcesy

### Zawodnicze
Amica Wronki
- Puchar Polski: 1998/1999, 1999/2000
- Superpuchar Polski: 1999

### Trenerskie
Lech Poznań
- Puchar Polski: 2003/2004
- Superpuchar Polski: 2004

Zagłębie Lubin
- Mistrzostwo Polski: 2006/2007
- Superpuchar Ekstraklasy: 2007

Reprezentacja Polski U-21
- awans do Mistrzostw Europy U-21: 2019

Legia Warszawa
- Mistrzostwo Polski: 2020/2021
- awans do fazy grupowej Ligi Europy UEFA: 2021/2022

Reprezentacja Polski
- awans do Mistrzostw Świata FIFA: 2022
  - awans do 1/8 finału Mistrzostw Świata FIFA: 2022

## Nagrody i wyróżnienia
- 1992–1995 – stypendium naukowe prof. Zbigniewa Mroczyńskiego (AWF w Gdańsku)
- 2004 i 2005 – tytuł najlepszego trenera Wielkopolski (Gazeta Poznańska)
- 2005 – nominacja tygodnika Piłka Nożna na najlepszego trenera polskiej ligi
- 2018 – Trener Roku w Plebiscycie Piłki Nożnej
- 2022 – Trener Roku w Plebiscycie Piłki Nożnej

## Życie prywatne
Urodził się w Brzozówce na terenie Białoruskiej SRR, dorastał w Biskupcu, szkołę średnią i studia ukończył w Trójmieście. Magister AWF w Gdańsku. 
Jest ojcem chrzestnym syna Krzysztofa Stanowskiego, Leona.  